# Recept (keuken)

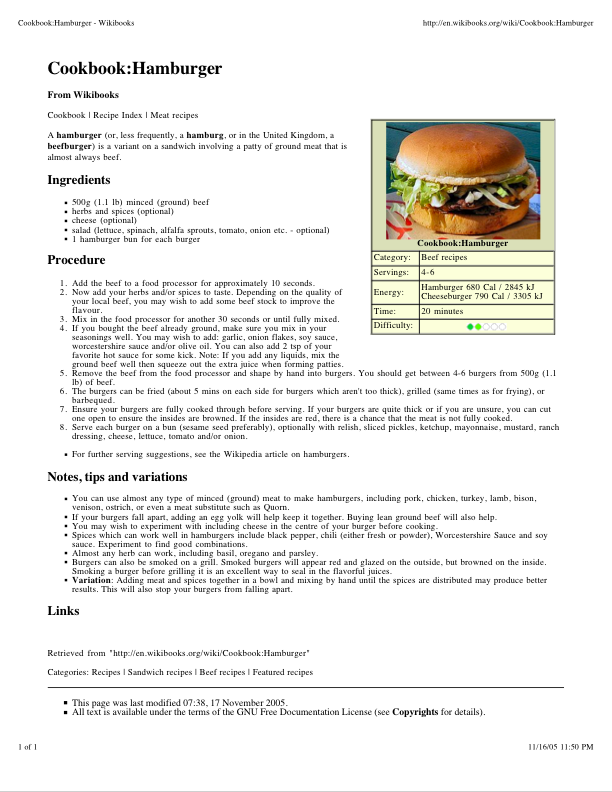
Een voorbeeld van een recept voor een hamburger

Een recept is een verzameling instructies die aangeven hoe iets klaargemaakt moet worden, en wel met name een gerecht.

## Kenmerken
Een recept kan heel beknopt zijn en beperkt tot het strikt noodzakelijke (zoals een lijst van ingrediënten en een beknopte beschrijving), maar het kan ook zeer uitgebreid zijn en de volgende onderdelen bevatten:
- De naam van het gerecht
- Hoeveel tijd het kost om het gerecht te bereiden
- Voor hoeveel personen het recept bedoeld is
- Welke ingrediënten nodig zijn, en in welke hoeveelheden
- Het gereedschap, zoals speciale pannen, die nodig zijn om het gerecht te bereiden
- Een gedetailleerde beschrijving van de te nemen stappen tijdens de bereiding, waaronder de kooktijd  of de oventemperatuur
- Mogelijke variaties van het gerecht door vervangende ingrediënten of toevoegingen
- Serveersuggesties, zoals met welke andere gerechten het gecombineerd kan worden
- De calorische inhoud
- De hoeveelheden vitamines, mineralen en andere voedingsstoffen
- De houdbaarheid van het gerecht na bereiding, al dan niet in gekoelde of diepgevroren toestand.
- Een illustratie van het bereide gerecht, of een illustratie van moeilijke bewerkingen tijdens de bereiding
- Anekdotes rondom het gerecht, bijvoorbeeld over de oorsprong ervan, het land, de streek of bevolkingsgroep waar het recent vandaan is gekomen

## Geschiedenis
Oude recepten, bijvoorbeeld uit de Romeinse tijd of Middeleeuwen, bevatten vaak veel minder informatie, en waren vaak slechts een lijstje ingrediënten ter ondersteuning van het geheugen. Het eerste woord van deze recepten was meestal het Latijnse recipe, wat betekent "Men neme" of "Neem". Daar is het moderne woord 'recept' van afgeleid. 
De eerste gepubliceerde recepten stammen uit het Babylonische tijdperk. Drie spijkertabletten uit ongeveer 1600 v.chr. bevatten een serie recepten. Deze tabletten worden bewaard in de Yale-universiteit.
Een ander oud werk met recepten is gebaseerd op de kookkunst van de Romeinse kok Marcus Gavius Apicius, rond het begin van de jaartelling.

## Kookboeken en andere uitgaven
Recepten worden verzameld uitgegeven in kookboeken, en sinds de opkomst van het internet op gespecialiseerde websites. Winkelketens verstrekken vaak recepten in hun huis-aan-huis reclame. In winkels zijn soms ook recepten te vinden waarmee winkelende mensen bij het boodschappen doen ideeën krijgen. In principe zijn deze recepten bedoeld om meer omzet te genereren voor de winkels.
Beroemde koks geven soms eigen receptenboeken uit. Ook televisie en radio kunnen gebruikt worden voor het verspreiden van bereidingswijzen. Er zijn vele televisiekoks die hun recepten voordoen.